# Бережковская набережная
Бережко́вская на́бережная — набережная на правом берегу Москвы-реки в районе Дорогомилово Западного административного округа города Москвы. Расположена между мостом Богдана Хмельницкого и Бородинским мостом. На набережную выходит площадь Евразии и улица Потылиха. Нумерация домов начинается от площади Евразии.

## Название
Набережная получила название по патриаршей рыбачьей слободе «на Бережках», существовавшей в XVI—XVII вв.

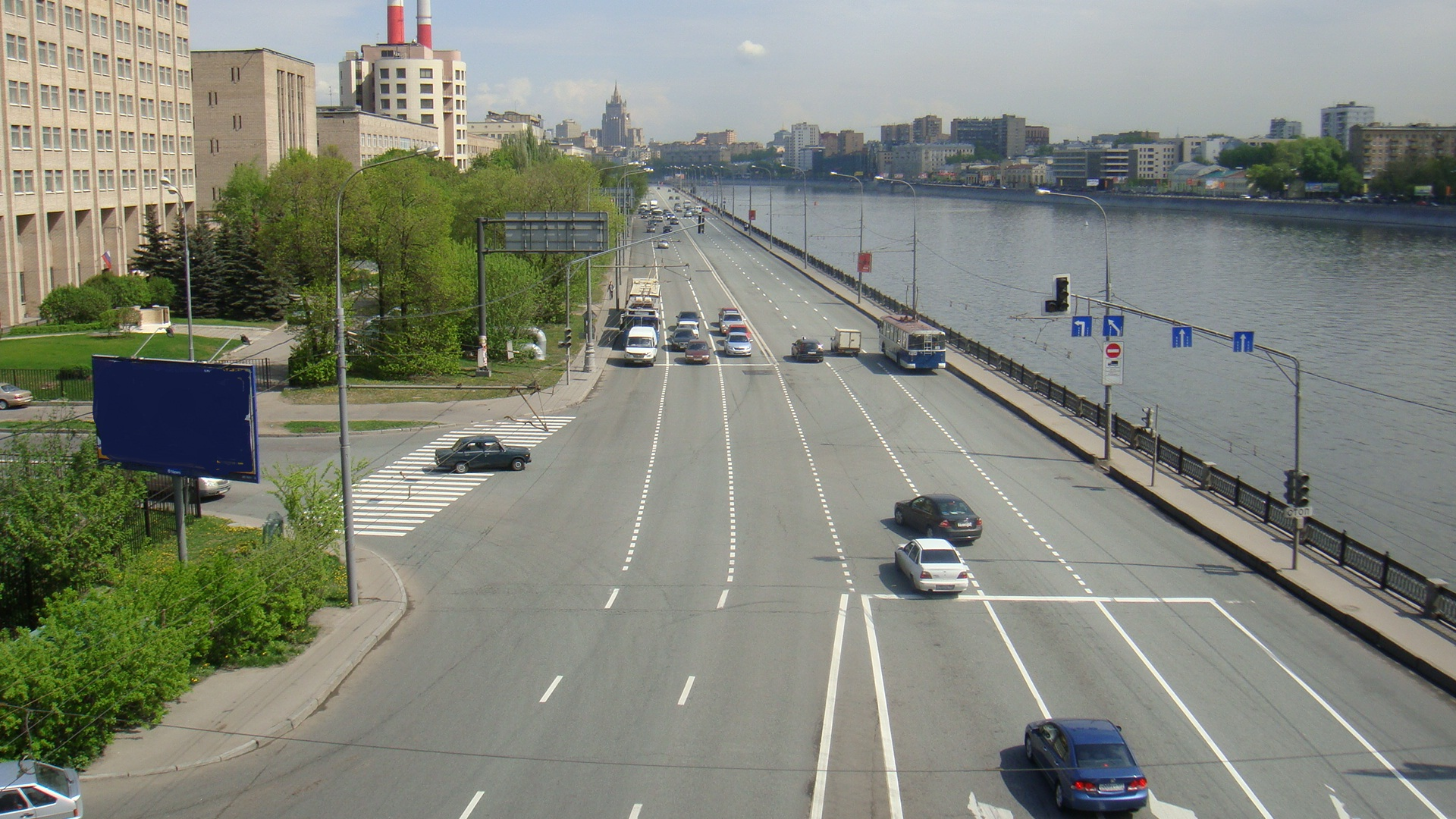

## История
Набережная возникла на месте патриаршей рыбачьей слободы, в которой была небольшая церковь Тихвинской Божьей Матери, стоявшая на месте современного дома 2. К западу от слободы находился Красный луг, позднее занятый огородами. К концу XIX века слобода постепенно застраивается небольшими предприятиями. До начала XX века начальная часть набережной называлась улицей Бережки. В связи с постройкой в 1899 году Киевской железной дороги, на набережной возникают товарные склады. В 1905—1907 годах в конце набережной построен Краснолужский мост Окружной железной дороги. В 1916 году — Дорогомиловский химический завод.

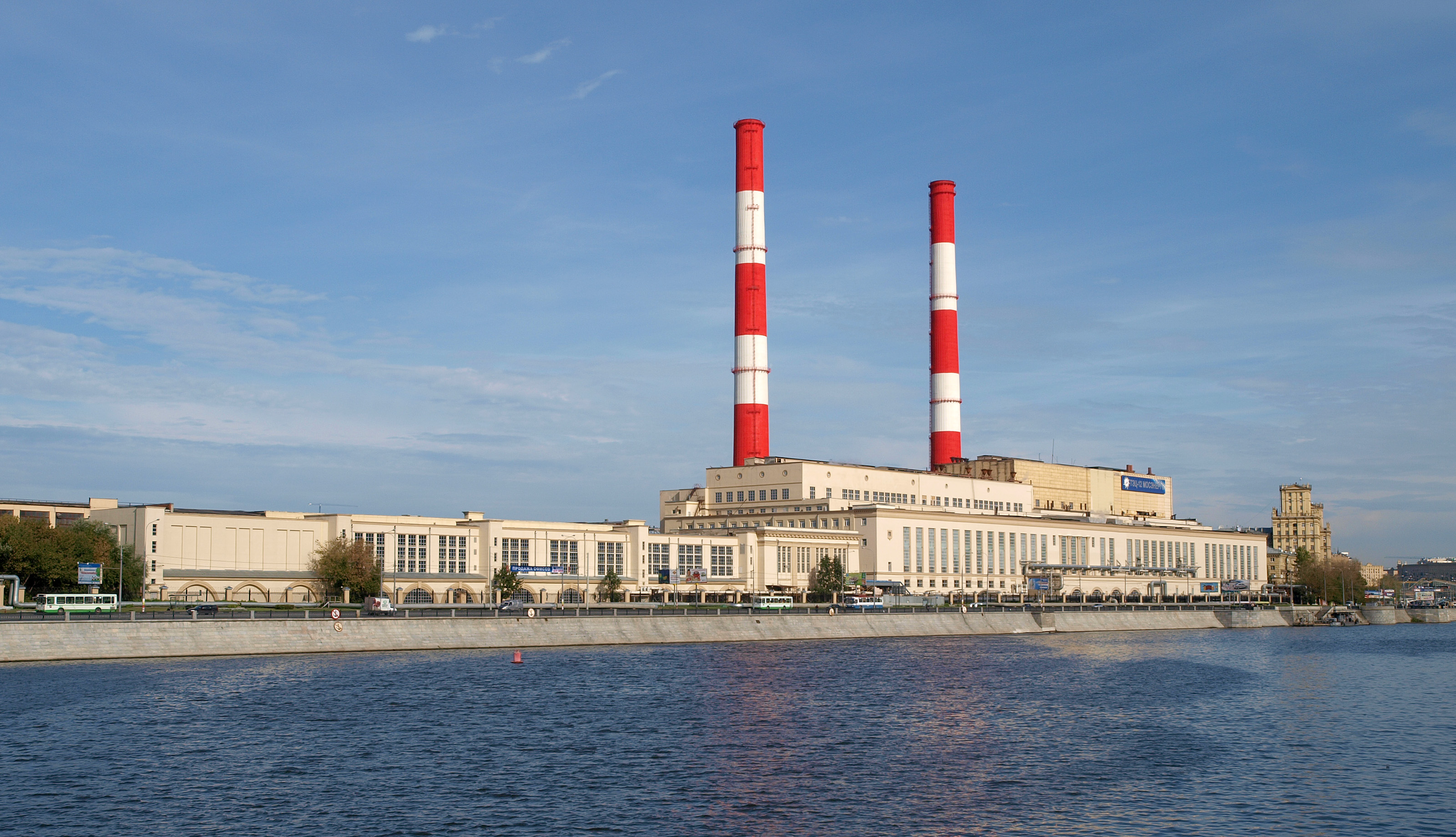
Вид на Фрунзенскую ТЭЦ

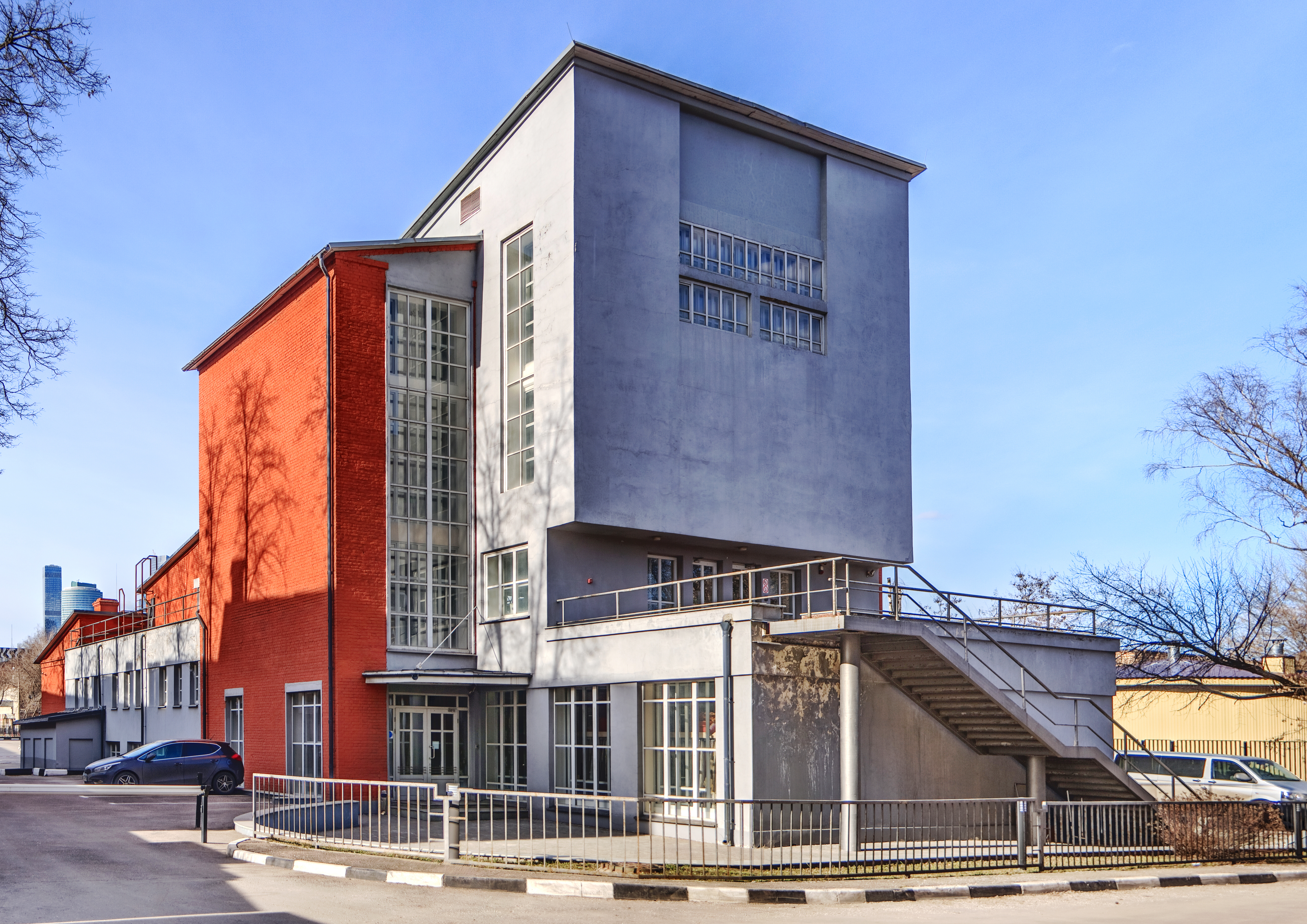
Клуб им. М. В. Фрунзе (1927—1929, арх. К. С. Мельников).

В 1930-х годах в ходе реализации программы реконструкции набережных Москва-реки Бережковскую набережную облицевали крупными блоками серого гранита и устроили пристань (архитектор И. А. Француз). В те же годы на набережной была построена Фрунзенская ТЭЦ, началось жилищное строительство. В 1938 году по всей набережной был пущен троллейбус на Ленинские (ныне Воробьёвы) горы. В 1953 году в связи со строительством нового здания МГУ расширяется проезжая часть. В 1954 году часть зданий Бережковской слободы, примыкающая к Бородинскому мосту, была снесена, и в начале набережной был создан сквер, где предполагалось поставить «монумент в память 300-летия воссоединения Украины с Россией». В начале 1960-х гг. снесли здание церкви и остальную часть слободы. В 2001 году в начале набережной построен пешеходный мост, соединивший Бережковскую набережную с улицей Плющиха, а в сентябре 2002 года на месте проезда к Киевскому вокзалу открылась площадь Евразии.

## Примечательные здания и сооружения
- № 2 — гостиница «Radisson Славянская» (1988—1991).
- № 4 — жилой дом. Здесь жил скрипач Борис Гольдштейн[4].
- № 12 — 9-этажный жилой дом Фрунзенской ТЭЦ[5] (1945, архитекторы И. Н. Кастель, Т. Г. Заикин). Здесь жил актёр Александр Граве[6].
- № 14 — 6-этажный жилой дом (1939, архитектор А. К. Буров). В этом доме в 1955—1971 годах жил писатель-фантаст А. Н. Стругацкий, создавший в этом доме значительную часть своих произведений[7].
- № 16 — ТЭЦ-12 Мосэнерго, бывшая Фрунзенская ТЭЦ (1930-е гг.).
- № 22 — Конструкторское бюро общего машиностроения им. В. П. Бармина.
- № 24 — Всероссийская патентно-техническая библиотека.
- № 26 — Государственный архив Российской Федерации.
- № 28 — Клуб Дорогомиловского химического завода им. М. В. Фрунзе (1927—1929, арх. К. С. Мельников). Памятник истории и культуры.
- № 30 — Федеральная служба по интеллектуальной собственности.
- № 30, к. 1 — Федеральный институт промышленной собственности.
- № 16А стр. 2 — Чемпионат.com.
- № 16А стр. 2 — СУП.

## Транспорт

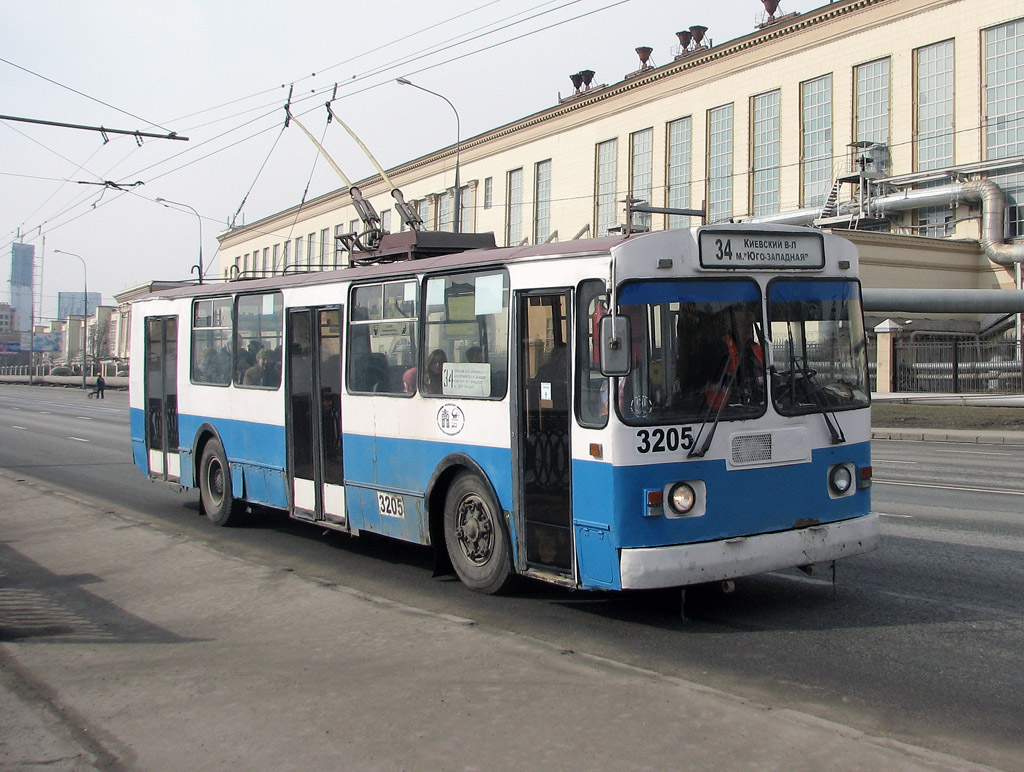
Троллейбус на маршруте 34 на фоне здания ТЭЦ-12. Маршрут работал до 18 мая 2019 года.

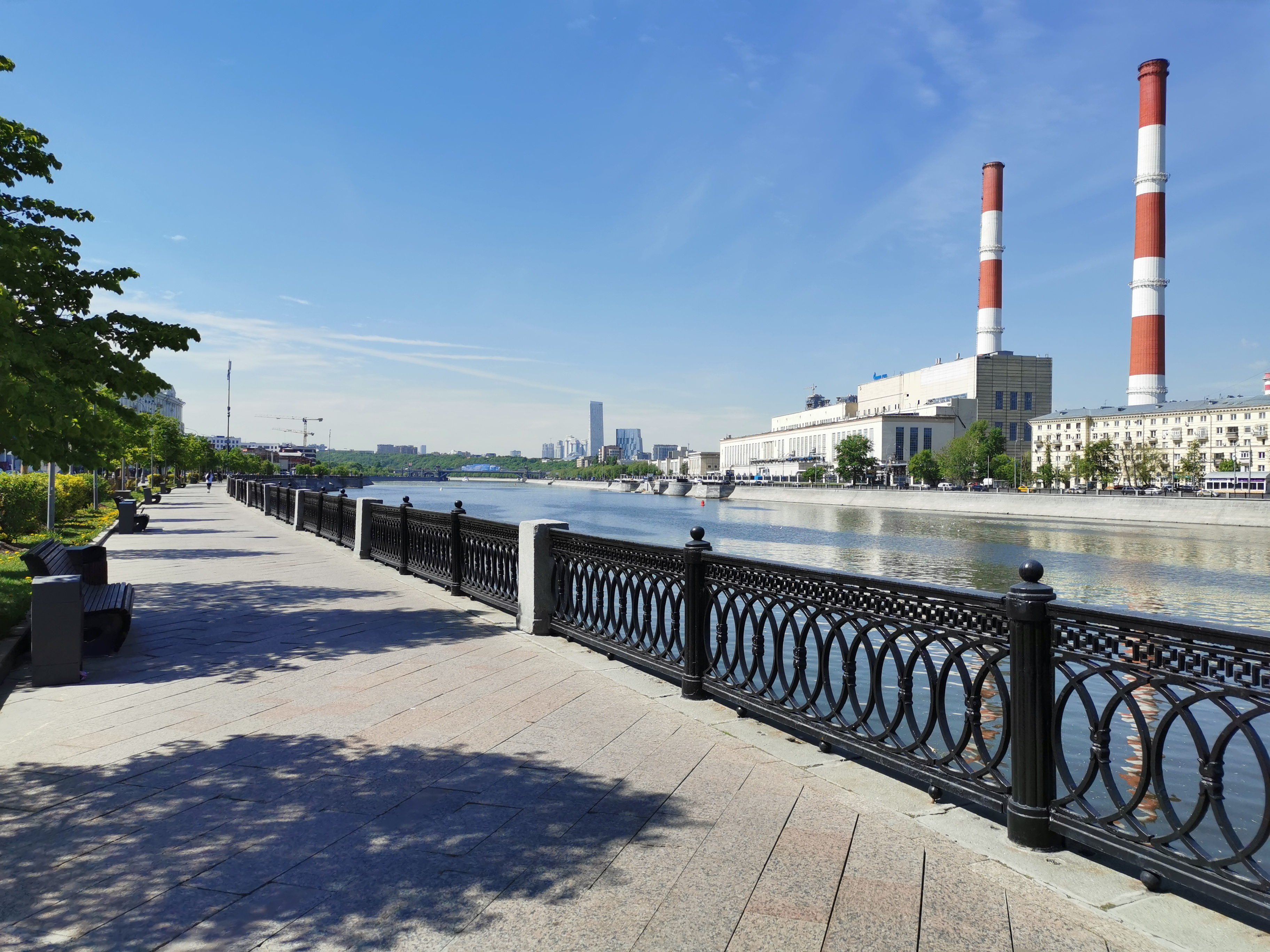
Ростовская и Бережковская набережные, Москва

В 200 м от набережной — станции метро  Киевская,  Киевская и  Киевская. До западной части набережной можно добраться от станции метро  Спортивная и станции МЦК  Лужники.
По набережной на всём её протяжении следуют автобусы:
| м17: | Озёрная • Мичуринский проспект • Раменки • Ломоносовский проспект • Киевский вокзал                                      |
| 297: | Парк Победы • Кутузовская • Киевский вокзал • Воробьёвы горы • Ленинский проспект • Октябрьская • Болотная площадь       |
| т34: | Парк Победы • Кутузовская • Киевский вокзал • Ломоносовский проспект • Университет • Проспект Вернадского • Юго-Западная |
| 91к: | Киевский вокзал • Улица Довженко                                                                                         |
| 119: | Нагорная • Академическая • Университет • Киевский вокзал                                                                 |
| 205: | Яблоневый сад • Аминьевская • Рабочий Посёлок • Кунцевская • Кунцевская                                                  |
| 266: | Проспект Вернадского • Университет • Ломоносовский проспект • Киевский вокзал                                            |
| 320: | Киевский вокзал • Поклонная                                                                                              |
| 394: | Киевский вокзал • Раменки • Университет                                                                                  |
| 791: | Киевский вокзал • 4-й Сетуньский проезд                                                                                  |

«→» — остановки проходятся только при движении в прямом направлении; «←» — остановки проходятся только при движении в обратном направлении.